# Arendlezenaar
Een arendlezenaar is een ambo in de vorm van een adelaar. Dit type lezenaar kwam in de middeleeuwen frequent voor in christelijke kerken. Het was bestemd voor het lezen uit evangelaria, lectionaria of antifonaria. De bijzondere vorm beantwoordde aan de hoge liturgische rang van wat er plaatsvond.
De uitgespreide vleugels van de arend waren functioneel geschikt om een opengeslagen foliant op te leggen en de formele gelijkenis werd wellicht passend geacht. Op vroege kansels en doksalen waren adelaars, vooral in Italië, soms ingewerkt in stenen borstweringen, en dan vaak als onderdeel van een reeks evangelistensymbolen (meer bepaald het attribuut van Johannes). De echte verzelfstandiging volgde later.
In de 14e en 15e eeuw kende de arendlezenaar als vrijstaand meubel een grote verspreiding. Met name in de Maaslandse productiecentra werden ze vervaardigd uit messing, veelal met bestemming Rijnland of de Nederlanden. Verwant aan de arendlezenaar zijn varianten waar de vleugels toebehoren aan een pelikaan, feniks of griffioen.
In de Anglicaanse Kerk zijn arendlezenaars bijzonder aanwezig.

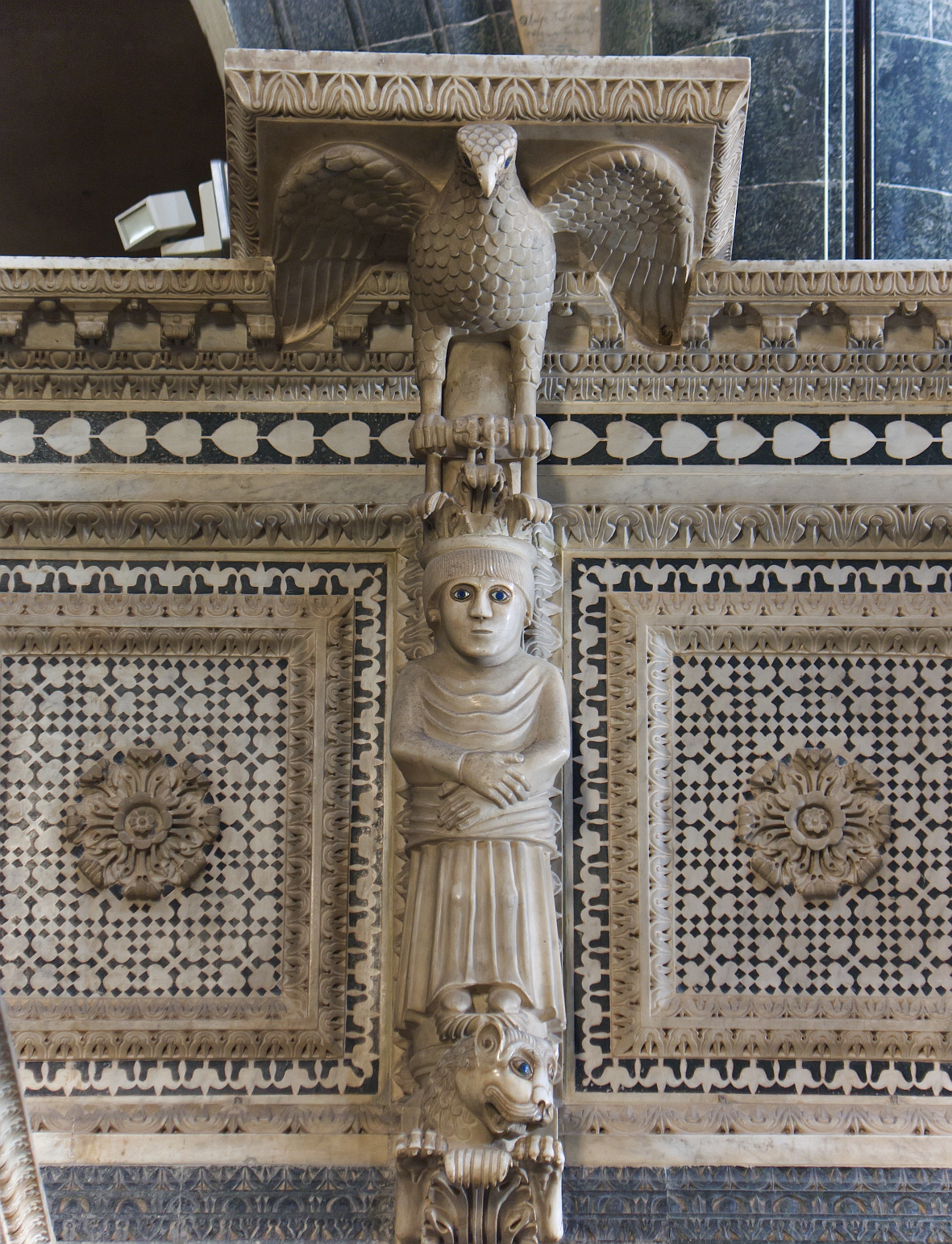
Adelaar op kansel (1207)
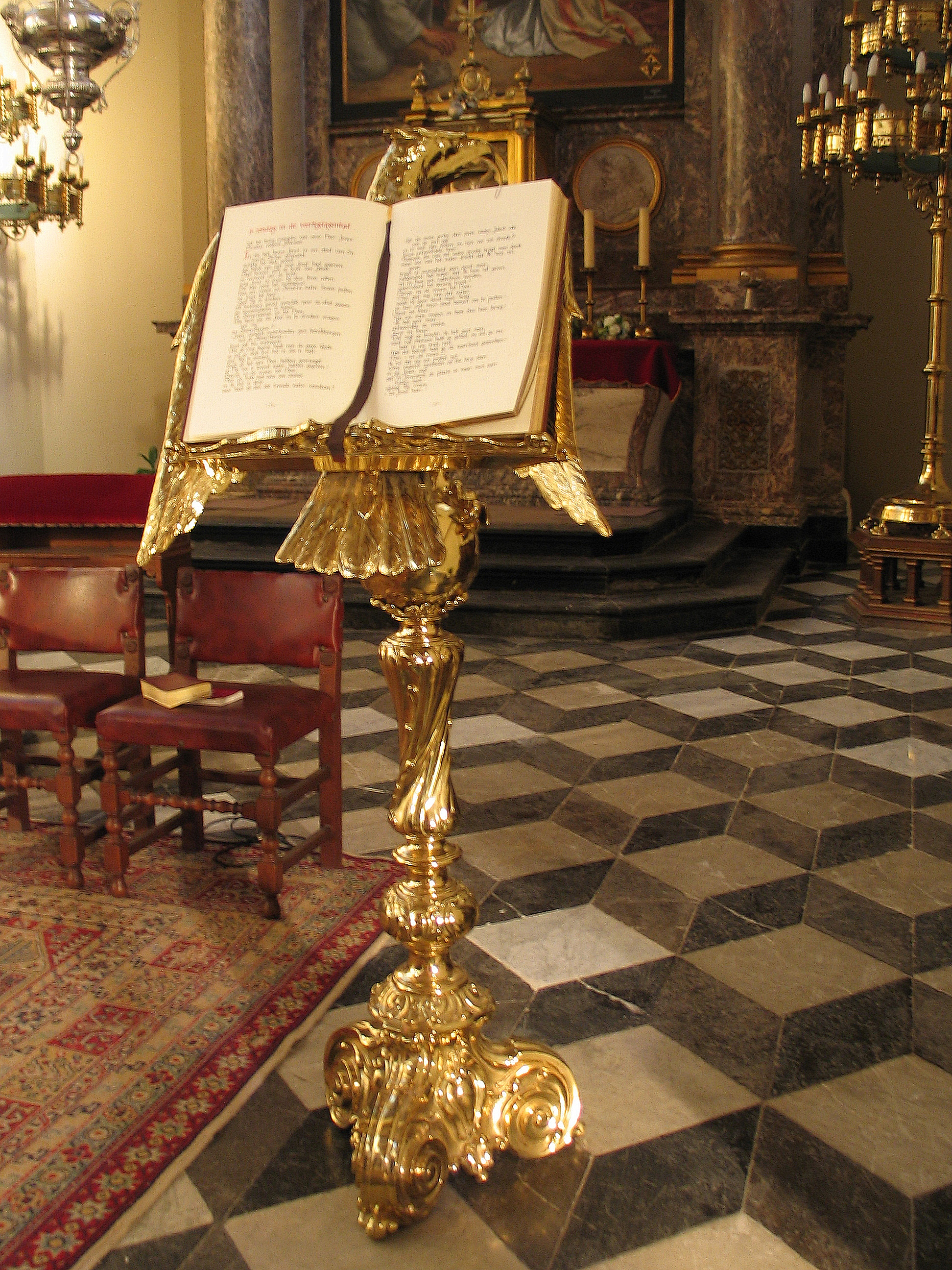
Arendlezenaar Hoeselt
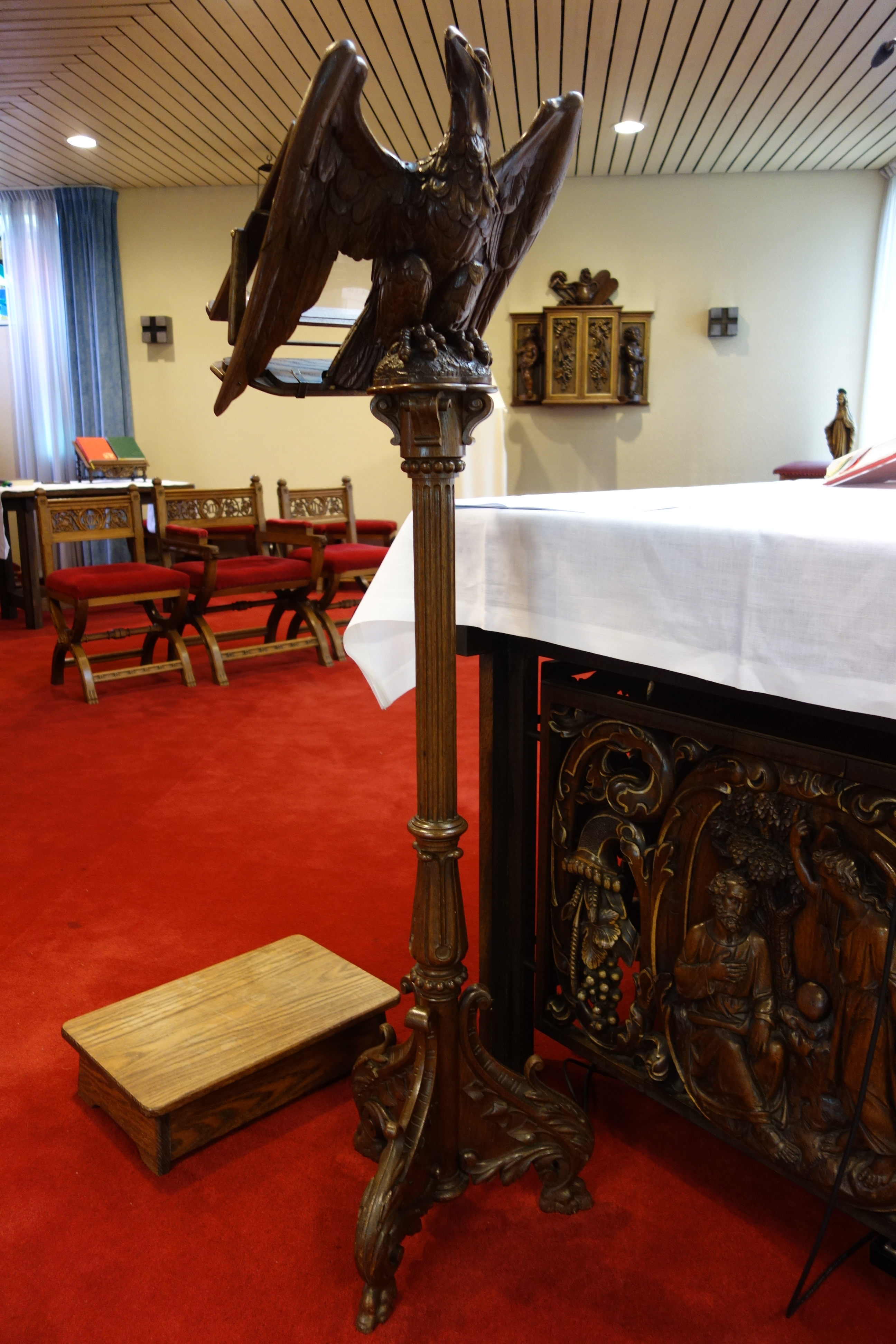
Houten exemplaar (Blokker)
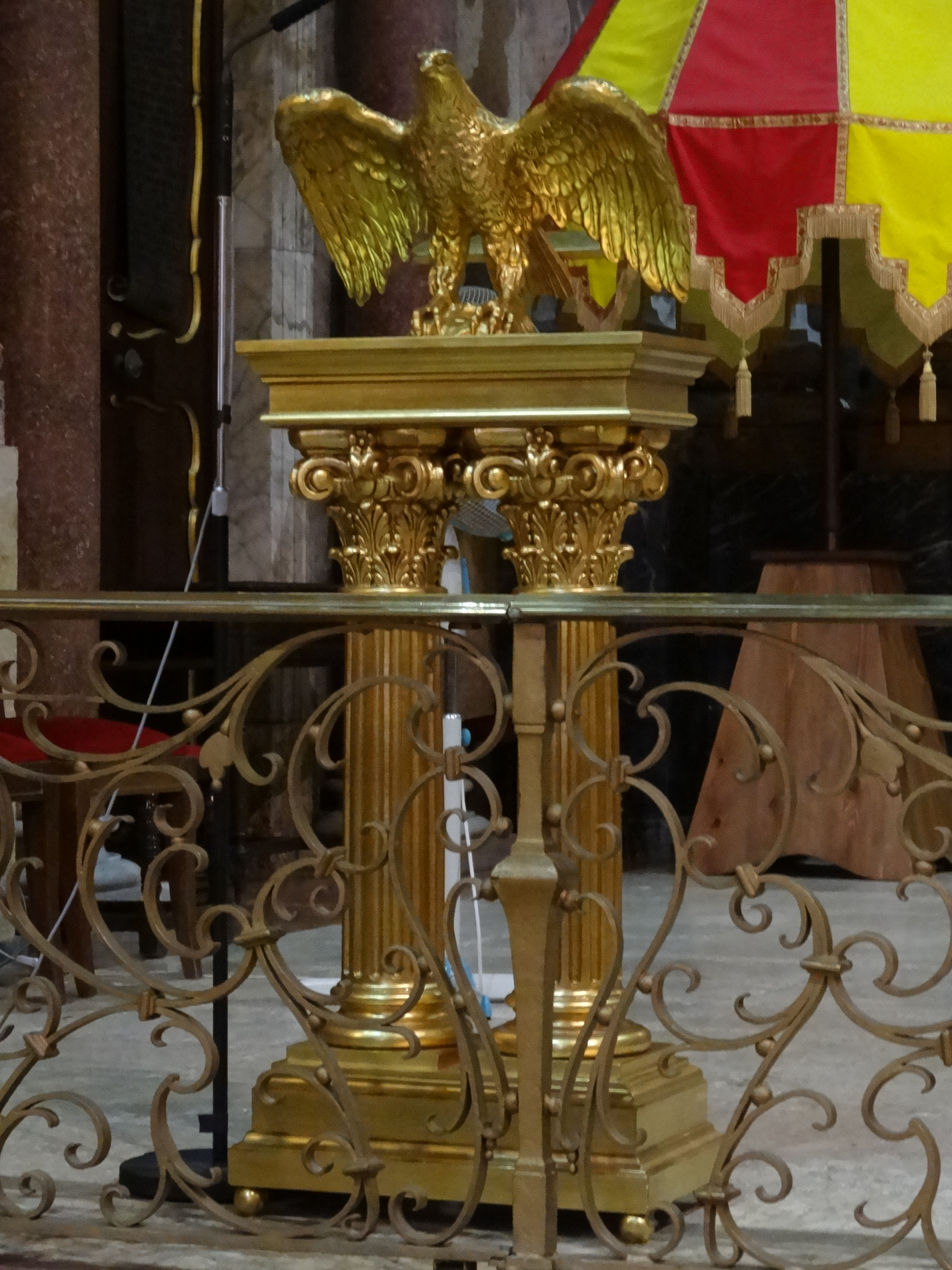
Barcelonees exemplaar
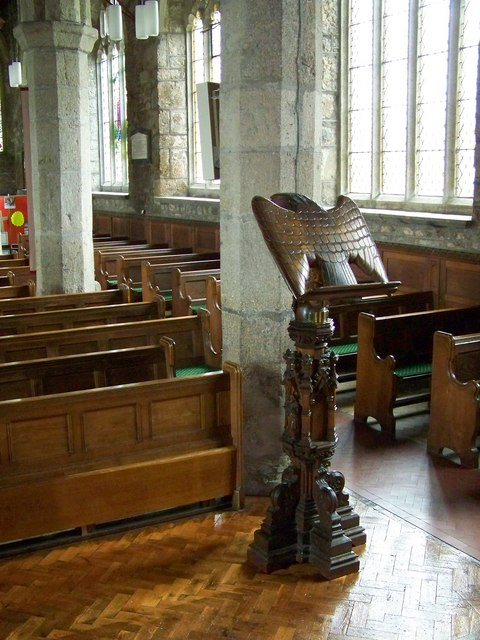
Engels exemplaar
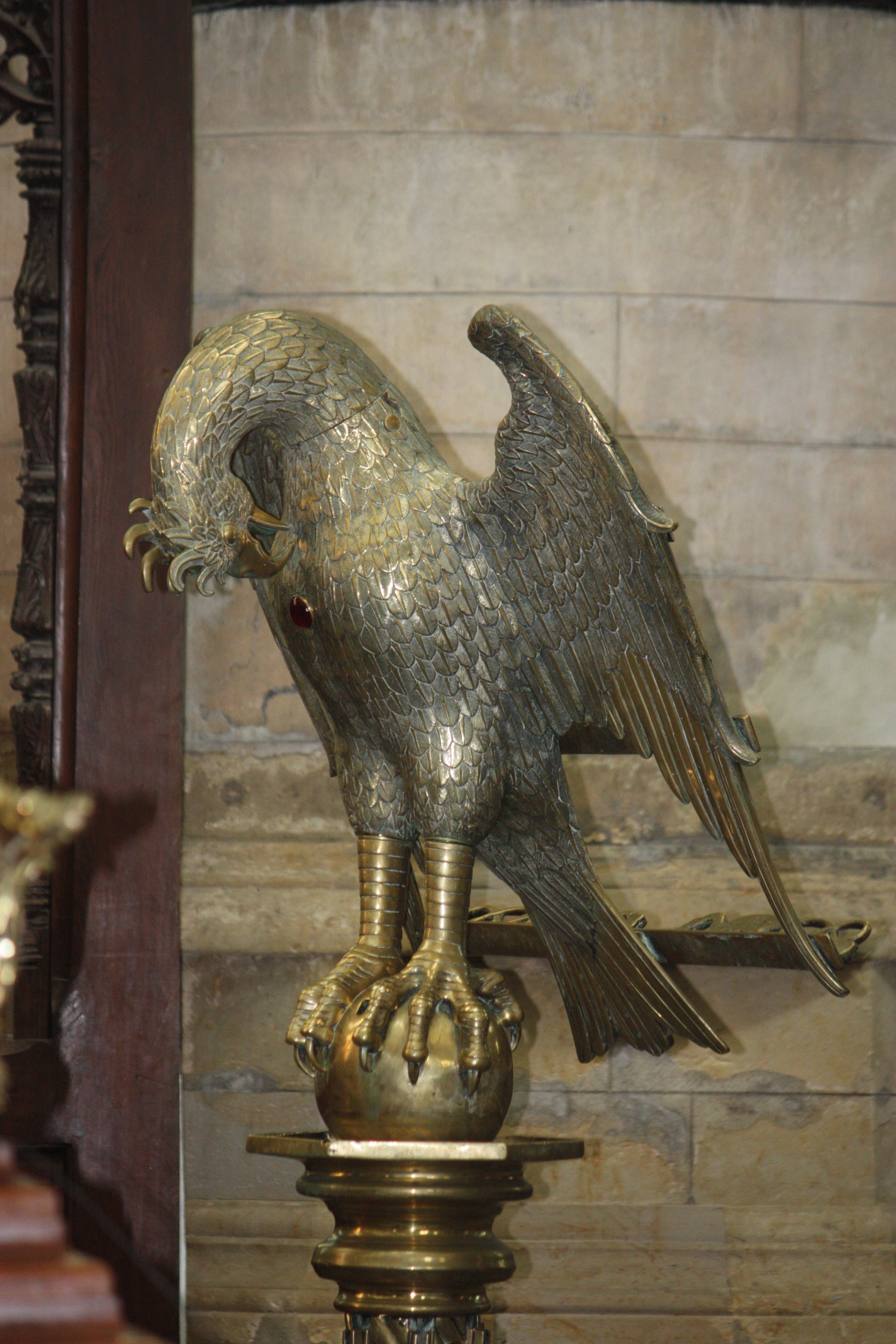
Fenikslezenaar